# محمود رمضان
محمود رمضان (13 يونيو 1985 -)، ممثل وكاتب ومخرج سعودي.

## حياته
ولد في مكة المكرمة، المملكة العربية السعودية يقدم برنامج «الفئة الفالة» الساخر الذي يعتبر ضمن قناة «يوتيرن» في اليوتيوب وهو برنامج ينتقد عادات الشاب السعودي السيئة وذلك بمشاركة ابن عمه عمار رمضان، وهو مهندس شبكات كمبيوتر وحاصل على ماجستير مصغر في إدارة الأعمال.

## وصلات خارجية
- صفحته في فيس بوك
- صفحة قناة الفئة الفالة